# Matsuda Masachika
Matsuda Masachika (松田 政近?; ... – 1582) è stato un samurai giapponese del periodo Sengoku, servitore del clan Akechi.

## Biografia
Masachika nacque in una prestigiosa famiglia della provincia di Tamba e visse durante il periodo Sengoku del XVI secolo e i primi anni del periodo Azuchi-Momoyama. Dopo il tradimento a Honnō-ji, Masachika servì dalla parte di Akechi Mitsuhide.
Continuò a servire sotto Mitsuhide durante la battaglia di Yamazaki nella quale era previsto che guidasse l'ala destra a causa della sua familiarità con la regione. Dopo un'intensa battaglia contro Kuroda Kanbei, Masachika sparì dal campo di battaglia e il suo destino rimane ignoto.